# Andrea Noli
Andrea Gabriela Noli Costantinescu (París, 20 de septiembre de 1972), conocida como Andrea Noli, es una actriz mexicana. 

## Biografía y carrera
Andrea Gabriela Noli Costantinescu, nació en París, Francia, el 25 de agosto de 1972. Es hija del uruguayo Daniel Noli y de la rumana Olga Costantinescu, ambos músicos de profesión. Andrea viajó constantemente y por compromisos laborales de sus padres, fue traída a México a los dos años de edad. Es aquí donde sus padres tramitan el divorcio. Su papá se quedó en México y ella viajó con su mamá a los diferentes países donde se le contrataba como músico.
A los 15 años de edad, Andrea y su mamá vivieron en Grecia, donde estudió actuación por un tiempo con Nastasia Papathanassiou, destacada actriz griega. De ahí partieron a Argentina, donde Andrea con 19 años comenzó a trabajar como modelo, en el que se integró a la agencia de modelos de Glenda Reyna, sin embargo pronto se dio cuenta de que el modelaje no era lo suyo, por lo cual decide abandonarlo sorpresivamente. Tras haber estado casi 19 años viajando por todo el mundo, ella y su mamá se asentaron en México para vivir permanentemente.
En 1991, continuó su carrera de modelaje en México y fue gracias al modelaje que se vincula para entrar a Televisa, audicionando para entrar al grupo Garibaldi. Al no quedarse ahí, Luis de Llano Macedo la invitó a formar parte del grupo musical “Las Tropicosas” junto con Eva Garbo y María de Souza, un proyecto que le traería importante fama debido a la sensualidad de sus integrantes y una gran estabilidad económica, pero solamente duró dos años y medio, pues quienes se hacían cargo del manejo del grupo no supieron capitalizar dicho éxito.
A los 21 años, habiendo dejado Las Tropicosas, entró a estudiar un año al taller de actuación de Sergio Jiménez para iniciar una carrera actoral y quien la apoyó para trabajar como actriz en 1991 con Muchachitas siendo extra y en el melodrama Mágica juventud en 1992 y tuvo varias participaciones en Agujetas de color de rosa en 1994. Para 1995, obtendría un pequeño papel en dicha telenovela como novia de Laureano Brizuela, un año después tendría un papel fijo en Acapulco, cuerpo y alma y para el siguiente año actuaría dentro de Si Dios me quita la vida. A pesar de ello, Andrea asegura que no se sentía del todo tomada en cuenta por su talento, sino por su físico.
En Televisa jamás obtuvo un personaje de peso en ninguna telenovela, por lo que es cuando en teatro recibe su primera oportunidad con el gran actor Gonzalo Vega, el cual le daría un papel importante en la obra La señora presidenta en 1997. Tiempo después, al trabajar en La señora presidenta decidió irse, por su propia cuenta a estudiar actuación a Estados Unidos un año. A su regreso, Sergio Mayer la invitó a integrarse a TV Azteca Andrea aceptó de inmediato siendo contratada para la comedia de situación Mau, maullidos de amor en 1997.
Para 1999 y después de haber estudiado un año en el Instituto de Teatro y Cine Lee Strasberg en Los Ángeles, California, regresaría a incorporarse a la obra Engáñame si quieres con José Elías Moreno y Alexis Ayala. Fue en 1999 cuando conoce a Jorge Salinas en la obra mencionada, manteniendo una simple amistad que duraría años.
Considerando no tener más oportunidades en Televisa, Andrea decide en 1999 renunciar a esta empresa para incorporarse a las filas de TV Azteca en la telenovela Besos prohibidos en 2000. En TV Azteca entró un mes al CEFAT, formando parte de la primera generación. Así comienza su trayectoria artística, dentro de la cual ha figurado en otros ámbitos como la conducción, el cine, series y las telenovelas. En 2001 participa en la telenovela Como en el cine como una de Las Joyas, a lado de Lorena Rojas y Mauricio Ochmann.
En 2002, al terminar de grabar la telenovela Por ti con Leonardo García y Ana de la Reguera, se reencontró con Rodolfo de Anda, con el cual inició una relación que aunque parecía muy seria, duró sólo poco más de dos años. Tras una larga amistad con Jorge Salinas, decidieron vivir un romance, que inició hace tres años y que provocó el embarazo de Andrea. Tras mantener en misterio la identidad del padre de su hija, Andrea recibió con sorpresa las declaraciones que dio Jorge Salinas a una revista en las que confesaba ser el padre de la bebé que esperaba Andrea Noli. Fueron muchas las declaraciones de ambas partes las que se dieron en este caso. Al no contar con ningún apoyo por parte de él, Andrea decidió tener a su hija sola. Su hija Valentina nació el 9 de septiembre de 2006 y esa nueva situación le cambió por completo la vida.
En 2007 es llamada para protagonizar la serie Se busca un hombre, uno de sus proyectos más destacados y que la catapultó en su carrera, ya que se convirtió en la protagonista en donde personifica a la bella Angélica Soler, dueña de una casa de estilismo. La trama se centra en la desesperación, la soledad, la necesidad y el deseo de la mujer de estar con un hombre; casándose, formando una familia, de llenar la falta de atención y cariño.
Después de tan exitoso proyecto, llega a su vida el personaje de Rosana, una vampiresa de la serie Noche eterna de 2008, una historia de amor y romance que toca el tema de los vampiros. Viene en 2009 con la telenovela Pasión morena, provista de un elenco extraordinario y en la que Andrea da vida a Silvia Rueda, la madre de la protagonista mientras que en teatro hizo el papel de Claudia Draper, una mujer prostituta y asesina dentro de la obra Claudia: me quieren volver loca, por el que recibiría buenas críticas y ganaría el Premio de la ACPT y el Premio Silvia Pinal a Mejor Actriz.
En 2010, Andrea entró a un nuevo ciclo de su carrera, como conductora en la revista matutina Venga la alegría, programa en el que duró 6 meses.
En marzo de 2011, Andrea decide hacer de nuevo regresar al teatro e interpretar a Trisha y formar parte de la segunda temporada de 5 mujeres usando el mismo vestido, una puesta en escena del dramaturgo Alan Ball, la cual relata una historia llena de comedia y humor, tocando los grandes temas de la humanidad en el siglo XXI. Ese mismo año, Andrea se incorpora a la telenovela Cielo rojo a lado de Edith González y Mauricio Islas, donde personificó a una polémica villana llamada “Lucrecia” logrando el reconocimiento no solo de público sino también de sus compañeros.
Para el año 2012 participa en la telenovela Amor cautivo, como una de las protagonistas. Un año más tarde es invitada a Vivir a destiempo, en 2015 aparece en la telenovela Tanto amor.

## Filmografía
- 2025 Chespirito: Sin querer queriendo ... Angelines Fernández[3]
- 2025 MasterChef Celebrity México ... Concursante[4]
- 2023 Lotería del crimen ... Claudia[5]
- 2023 Lo que callamos las mujeres ... Sofía
- 2023 Un día para vivir ... Graciela / Kenia[6]
- 2021 Esta historia me suena ... Lorenza[7]
- 2020 Desaparecida ... Olivia Zamora
- 2015-2016 Tanto amor ... Carolina Méndez
- 2013 Vivir a destiempo ... Sonia Duarte
- 2012 Amor cautivo ...  Beatriz del Valle[8]
- 2011-2012 Cielo rojo ...  Lucrecia Olivier de Renteria
- 2009-2010 Pasión morena ...  Silvia Rueda
- 2008-2009 Noche eterna... Rosana
- 2007-2008 Se busca un hombre ...  Angélica Soler
- 2006 Ni una vez más  … Dalia
- 2005 Los Sánchez … Luciana
- 2005 Top models ...  Valeria
- 2004 La heredera  … Kaurisa
- 2003 El poder del amor
- 2002 Por ti ...  Andrea
- 2001-2002 Como en el cine ... Perla
- 2001 Broken Hearts  ...  Mari Carmen
- 2001 Nunca digas: Cuba? Jamás! (video)
- 2001 El árbol de la horca
- 2000 Golpe bajo
- 2000 Catarino y los rurales
- 2000 El tesoro del Pilar
- 1999 Besos prohibidos ...  Basurto
- 1999 Cuentas claras  ... Debbie Saunders
- 1995 Acapulco, cuerpo y alma ...  Sandra
- 1995 Si Dios me quita la vida

## Premios

### Asociación de Cronistas y Periodistas Teatrales (ACPT)
| Año  | Categoría            | Obra de Teatro                  | Resultado |
| ---- | -------------------- | ------------------------------- | --------- |
| 2009 | Mejor actriz del año | Claudia: Me quieren volver loca | Ganadora  |

### Micrófono de Oro
| Año  | Categoría            | Resultado |
| ---- | -------------------- | --------- |
| 2010 | Excelencia Artística | Ganadora  |